# Margot Arellano
Margot Arellano fue una actriz argentina de reparto de teatro.

## Carrera
Hija del primer actor de la escena hispana Francisco Arellano y hermana del también primer actor Enrique Arellano y de la actriz Elena Arellano, fue una actriz de reparto exclusivamente del ambiente teatral de principios del siglo XX. Integró populares compañías de primeras figuras de la escena nacional. 
Formó parte en 1926  de la Compañía Argentina de Género Chico César Ratti junto con actores de la talla de Chela Cordero, Eloy Álvarez, Celia Alonso, Chola Echegaray, Aurora Sánchez, Margarita Sosa, Rosa Santillán, Nora Valentini, Rufino Córdoba, Emma Martínez y José García, con quienes debutó en el Teatro Apolo. 
También se destacó en la Compañía de Dramas y Comedias Enrique Arellano junto con las Actrices Maria T. Ramírez. Celia Podestá, Mina Segret, Elena Sany, Emma Arredondo y Julia Pugliese.
En 1929 integra una compañía formada por Miguel Faust Rocha y Augusto Zama, junto a Teresita Puértolas y su hermana Elena.

## Vida privada
Estuvo casada desde 1932 con el primer actor argentino Miguel Faust Rocha hasta la muerte de este en 1961. Con Rocha tuvo 3 hijas. Con el fin de formar una familia, cuidarla y velar por los suyos, abandonó el teatro muy joven.